# Бонч-Осмоловская, Анастасия Александровна
Анастасия Александровна Бонч-Осмоловская (род. 22 апреля 1975, Москва) — российский лингвист, кандидат филологических наук, доцент НИУ Высшая школа экономики. Академический руководитель магистерской образовательной программы «Компьютерная лингвистика». Руководитель Центра по цифровым гуманитарным исследованиям НИУ ВШЭ.

## Биография
Анастасия Бонч-Осмоловская родилась в Москве в семье ученых.
Отец — Александр Михайлович Бонч-Осмоловский, математик, специалист в области искусственного интеллекта, распознавания образов и компьютерного зрения. 

Мать — Елизавета Александровна Бонч-Осмоловская, российский микробиолог. Член-корреспондент РАН (2016), доктор биологических наук (1994), заведующая кафедрой микробиологии биологического факультета МГУ.
Училась в 67 московской школе у Льва Соболева. В 1998 году окончила Московский государственный университет, отделение теоретической и прикладной лингвистики филологического факультета. В 2003 окончила аспирантуру МГУ им. М. В. Ломоносова, отделение теоретической и прикладной лингвистики. В том же году защитила кандидатскую диссертацию на тему «Дативный субъект в русском языке: корпусное исследование», научный руководитель — Александр Евгеньевич Кибрик.
После защиты диссертации совмещала работу на кафедре теоретической и прикладной лингвистики МГУ с работой в компьютерно-лингвистических компаниях. C 2011 года работает в НИУ Высшая школа экономики.

## Научная и педагогическая деятельность
Сфера научных интересов: компьютерная лингвистика, теоретическая лингвистика, теория языка, корпусная лингвистика, цифровые гуманитарные науки, квантитативная лингвистика.
Автор научных статей, а также авторских курсов и инновационных технологий, внедренных в процесс образования в НИУ ВШЭ. По выбору студентов факультета гуманитарных наук НИУ ВШЭ признана лучшим преподавателям в 2014, 2016 и 2017 годах.
Один из главных организаторов в НИУ ВШЭ центра изучения компьютерной лингвистики и Центра по цифровым гуманитарным исследованиям (Digital Humanities).
Доцент, научный руководитель диссертационных исследований. Ведет учебные курсы по компьютерной лингвистике, цифровым методам в гуманитарных науках и др.
Инициатор и участник многих крупных проектов на базе Центра цифровых гуманитарных исследований НИУ ВШЭ. Входит в группу авторов проекта Tolstoy Digital. Цель проекта состоит в разработке и реализации семантической разметки электронной публикации полного собрания сочинений Л. Н. Толстого.
В 2019 году номинирована на премию «Золотая Вышка» в номинации «Лучший эксперт» как глава экспертной группы лингвистов.

## Семья
- Муж — Кирилл Рогов, политолог, филолог, журналист[11].

## Избранные публикации
- Bonch-Osmolovskaya A. A., Skorinkin D., Orekhov B., Pavlova I. S., Kolbasov M. G. Tolstoy semanticized: Constructing a digital edition for knowledge discovery, Web Semantics. 2019. No. 59. P. 100483.
- Бонч-Осмоловская А. А. (в соавторстве) Введение в науку о языке Архивная копия от 28 февраля 2020 на Wayback Machine, Учебник для студентов, Буки Веди, 2019, ISBN 978-5-4465-2188-3
- Anastasia Bonch-Osmolovskaya. From quantitative to semantic analysis: Russian constructions with dative subjects in diachrony Архивная копия от 28 февраля 2020 на Wayback Machine, Quantitative approaches to the Russian language. Routledge, 2018. Ch. 8. P. 158—174.
- Бонч-Осмоловская А. А. Имена времени: эпитеты десятилетий в Национальном корпусе русского языка как проекция культурной памяти Архивная копия от 28 февраля 2020 на Wayback Machine. Шаги/Steps. 2018. № 4. С. 115—146.
- Бонч-Осмоловская А. А. (в соавторстве) Семантическое издание текстов Л. Н. Толстого: от текста к онтологии Архивная копия от 28 февраля 2020 на Wayback Machine. Napis. 2018. Т. XXIV. С. 381—391.
- Бонч-Осмоловская А. А. Предсказания, большие данные и новые измерители: о возможности технологий компьютерной лингвистики в теоретических лингвистических исследованиях Архивная копия от 28 февраля 2020 на Wayback Machine. Вопросы языкознания. 2016. № 2. С. 100—120.
- Бонч-Осмоловская А. А. Квантитативные методы в диахронических корпусных исследованиях: конструкции с предикативами и дативным субъектом Архивная копия от 28 февраля 2020 на Wayback Machine. Компьютерная лингвистика и интеллектуальные технологии. 2015. Т. 1. № 14(21). С. 80-95.
- Бонч-Осмоловская А. А. Культуромика в национальном корпусе русского языка, к постановке задачи: три века русских дорог Архивная копия от 28 февраля 2020 на Wayback Machine. Труды института русского языка им. В. В. Виноградова. 2015. Т. 4. № 6. С. 605—641.
- Бонч-Осмоловская А. А. Кормить свинью online бесплатно: язык запросов как семантический объект Архивная копия от 28 февраля 2020 на Wayback Machine. В кн.: Современный русский язык в Интернете. Языки славянских культур, 2014. Гл. 4. С. 297—310.